# Ad Apostolorum principis
Ad Apostolorum principis è la XXXIX enciclica di papa Pio XII.